# Inégalité de Ptolémée
L'inégalité de Ptolémée est une inégalité portant sur les distances entre quatre points d'un espace affine euclidien.

## Énoncé
Théorème — Soient {\displaystyle A}, {\displaystyle B}, {\displaystyle C} et {\displaystyle D}  quatre points d'un espace affine euclidien. Alors,

Figure de l'inégalité de Ptolémée.

avec égalité si et seulement si {\displaystyle A}, {\displaystyle B}, {\displaystyle C} et {\displaystyle D} sont cocycliques ou alignés avec {\displaystyle A}, {\displaystyle C} séparant {\displaystyle B}, {\displaystyle D}.
Le cas d'égalité est connu comme le théorème de Ptolémée.
L'inégalité de Ptolémée est la manifestation de l'inégalité triangulaire après l'application d'une inversion de centre l'un des points, ou, dans le cas plan, peut s'obtenir directement en utilisant les nombres complexes ,,.

## Démonstration utilisant les nombres complexes (cas plan)
Soient {\displaystyle a,b,c,d} les affixes respectives de {\displaystyle A,B,C,D}. En développant et refactorisant {\displaystyle (b-a)(d-c)+(d-a)(c-b)}, on obtient {\displaystyle (c-a)(d-b)}, donc d'après l'inégalité triangulaire, on a :
{\displaystyle AB\cdot CD+AD\cdot BC=|b-a||d-c|+|d-a||c-b|\geqslant |c-a||d-b|=AC\cdot BD}, d'où l'inégalité voulue.
Si deux points sont confondus, les quatre points sont cocycliques ou alignés, sinon le cas d'égalité s'écrit : 
{\displaystyle (b-a)(d-c)=\lambda (d-a)(c-b)} avec {\displaystyle \lambda >0} , ce qui s'écrit aussi {\displaystyle {\frac {b-a}{d-a}}=\lambda {\frac {c-b}{d-c}}}, ou encore {\displaystyle {\widehat {({\overrightarrow {AB}},{\overrightarrow {AD}})}}={\widehat {({\overrightarrow {BC}},{\overrightarrow {CD}})}}}, d'où le résultat. 

## Démonstration utilisant une inversion
Soit {\displaystyle A'}, {\displaystyle B'} et {\displaystyle C'} les images respectives de {\displaystyle A}, {\displaystyle B} et {\displaystyle C} par l'inversion de centre {\displaystyle D} et de rapport {\displaystyle 1}.
Nous avons les relations entre longueurs :
{\displaystyle A'B'={\frac {AB}{DA\times DB}}}
{\displaystyle B'C'={\frac {BC}{DC\times DB}}}
{\displaystyle A'C'={\frac {AC}{DA\times DC}}}
Ainsi l'inégalité triangulaire {\displaystyle A'C'\leqslant A'B'+B'C'} nous donne
{\displaystyle {\frac {AC}{DA\times DC}}\leqslant {\frac {AB}{DA\times DB}}+{\frac {BC}{DC\times DB}}}
qui après multiplication par {\displaystyle DA\times DB\times DC} devient
{\displaystyle AC\times BD\leqslant AB\times CD+BC\times AD}
Il y a égalité si et seulement si {\displaystyle A'}, {\displaystyle B'} et {\displaystyle C'} sont alignés dans cet ordre, ce qui est équivalent à : {\displaystyle A}, {\displaystyle B}, {\displaystyle C} et {\displaystyle D} sont cocycliques ou alignés, avec {\displaystyle A,C} séparant {\displaystyle B,D}.